# Geely Binyue
La Geely Binyue (in cinese: 吉利 缤 越; pinyin: Jí lì bīn yuè) è un'autovettura prodotto dalla casa automobilistica cinese Geely dal 2018. Nei mercati internazionali è venduta con il nome di Geely Coolray.

## Descrizione
La vettura era precedentemente chiamata "SX11" ed è stata ribattezzata Binyue nell'agosto 2018. 
Nel listino Geely, si posiziona tra la Geely Emgrand GS e la Geely Boyue all'interno della gamma di crossover del costruttore cinese. Il veicolo è il primo crossover basato sulla piattaforma BMA. La vettura è dotato dei sistema di assistenza alla guida di livello 2, con Intelligent Cruise Control con funzione di seguire la macchina che precede fino a 150 km/h e il sistema di parcheggio automatico.